# バイロン・マーフィー2世
バイロン・マーフィー2世（Byron Murphy II, 2002年9月8日 - ）は、アメリカ合衆国テキサス州ディソート出身のアメリカンフットボール選手。NFLのシアトル・シーホークスに所属している。ポジションはディフェンシブタックル。

## 経歴

### ハイスクール
高校4年目のシーズンに79タックル、14サックを記録した。
卒業後はベイラー大学へ進学予定だったが、後に進路を変更してテキサス大学へ進学した。

### カレッジ
1年目の2021年シーズンは12試合に出場して15タックル、2サックを記録した。
2022年シーズンは13試合に出場して26タックル、1サックを記録した。
2023年シーズンは14試合に出場して29タックル、5サックを記録し、ビッグ12カンファレンスの最優秀ディフェンシブラインマン賞を受賞した。シーズン終了後、2024年のNFLドラフトにアーリーエントリーした。

### シアトル・シーホークス
| 6 ft 0+1⁄2 in (184 cm)      | 297 lb (135 kg) | 32+3⁄8 in (82 cm) | 10+1⁄4 in (26 cm) | 4.87 s | 1.69 s | 2.83 s | 33.0 in (84 cm) | 9 ft 3 in (2.82 m) | 28 回 |
| All values from NFL Combine |                 |                   |                   |        |        |        |                 |                    |       |

2024年のNFLドラフトでは1巡目、全体16位でシアトル・シーホークスに指名され、5月3日に4年間で1608万ドルのルーキー契約を結んだ。